# Stínohra (Star Trek: Stanice Deep Space Nine)
Stínohra (v anglickém originále Shadowplay; v původním českém překladu Stínová hra) je v pořadí šestnáctá epizoda druhé sezóny seriálu Star Trek: Stanice Deep Space Nine.

## Příběh
Při pátrání po zdroji omikronového záření v Gamma kvadrantu nacházejí Jadzia a Odo kolonii na obyvatelné planetě. Zdrojem záření je antihmotový generátor v malé vesnici, ze které bez vysvětlení mizí její obyvatelé. Odo prokáže, že on ani Jadzia s tím nemají nic společného, a nabízí pomoc při vyšetřování. Vyjde najevo, že nikdo z vesničanů nikdy neopustil údolí. Při jeho zkoumání náhle zmizí skener, který Jadzia dostala ve vesnici. Vychází najevo, že celá ves i její obyvatelé jsou hologramy a že zařízení, které je vytváří, má poruchu. Vesničané opatrně přijmou hypotézu, že jsou hologramy, a souhlasí s tím, aby se Jadzia pokusila projektor opravit. Teorie se ukazuje správnou, protože po vypnutí holografického projektoru mizí vesničané a poté i celá vesnice. Překvapivě však zůstala jedna osoba: nejstarší muž kolonie jménem Rurigan. Odovi a Jadzii vysvětlí, že sem před 30 roky uprchl z planety Yadera I, kterou dobyly jednotky Dominionu, a stvořil vesnici i její obyvatele. Oprava dopadne dobře a projektor obnoví i pohřešované osoby. Že Rurigan není hologram, Odo a Jadzia na jeho přání neprozradí.
Na stanici začíná Jake Sisko po naléhání otce pracovat pod O'Brienem, protože si Benjamin přeje, aby se v budoucnu přihlásil na Akademii Hvězdné flotily. Jake ale chce jít vlastní cestou a povzbuzen O'Brienem to otci přizná. Komandér souhlasí, že si jeho syn musí zvolit vlastní cestu, ale prozatím zůstane u O'Briena.
Při Odově nepřítomnosti je šéfem bezpečnosti dočasně jmenována major Kira. Na stanici Deep Space Nine však neočekávaně přiletí vedek Bareil. Oficiálním důvodem návštěvy je pomoc při vyšetřování krádeže klenotů na Cardassii V, ale ve skutečnosti je hlavním motivem setkání s Kirou. Dochází k jejich sblížení, ale i tak stihne Kira zatknout Quarkova bratrance Kona za loupež klenotů.